# Pierre Beaumarchais
Pierre Augustin Caron de Beaumarchais (født 24. januar 1732, død 19. maj 1799) var en fransk dramatisk forfatter.

## Opvækst og karriere
Beaumarchais er født i Paris og begyndte sin løbebane som læredreng i sin faders urmagerbutik. Han gjorde 20 år gammel en opfindelse, der skaffede ham titlen horloger du roy ("kongelig urmager") og fik ved hjælp af sin livlighed og sit store selskabstalent adgang til hoffet, hvor han underviste Ludvig 15's døtre i harpespil. I øvrigt udmærkede han sig tidligt ved en stærkt fremtrædende ærgerrighed, en umådelig arbejdskraft og en rastløs lyst til spekulationer. 1754 kaldte han sig de Beaumarchais; han trådte samtidig i forbindelse med finansmanden Joseph Pâris (kaldet Duverney) og kom gennem ham til at deltage i omfattende foretagender, der bragte ham store indtægter.
1764 rejste han til Spanien for at hjælpe sin lillesøster, der var blevet skændigt forladt af sin forlovede, Clavijo. Han har fortalt om sin vellykkede ekspedition til Madrid i sine memoirer, hvori Goethe fandt stoffet til sit drama Clavigo.
Mens Beaumarchais var optaget af finansspekulationer, søgte han at skaffe sig arbejde som forfatter, og i 1767 blev hans første skuespil Eugénie opført. Det bygger på et kapitel i Gil Blas og er skrevet fuldstændigt i Diderots manér; det gjorde kun ringe lykke og fortjener heller ikke stor opmærksomhed lige så lidt som hans næste drama, Les deux amis ou les négociants de Lyon, der opførtes 1770.
Da Duverney døde, blev Beaumarchais indviklet i en proces med hans arvinger; han vandt i første instans, men tabte den i anden. Rasende henvendte han sig til offentligheden i fire Mémoires (1774, ny udgave af Sainte-Beuve 1857). De sprudler af vid og lune og er tilstrækkelige til at sikre Beaumarchais ry som en af Frankrigs første prosaister. Han angreb skånselsløst domstolenes uretfærdighed og bestikkelighed; særlig gik det ud over dommer Goëzmann, hvis frue han havde betalt bestikkelse. Beaumarchais memoirer, som kan sammenlignes med Blaise Pascals Provinciales, vakte umådelig opsigt, og Beaumarchais blev med ét slag populær over hele landet.
Han blev dømt trods sit glimrende forsvar, men folket fejrede ham som fædrelandets velgører, der havde blottet et samfundsonde, som alle led under. Han foretog derefter i al hemmelighed forskellige eventyrlige rejser for regeringen til London, hvor han fik standset et smædeskrift mod Madame du Barry, og til Wien, hvor han skulde spore et smædeskrift mod Marie Antoinette. Der har længe været usikkerhed om den sidste rejse; men det antages, at Beaumarchais' fremstilling på mange punkter er yderst upålidelig.
Han vendte tilbage til Paris og virkede som reder og købmand og udrustede, hemmeligt understøttet af den franske regering, en hel flåde, der skulle komme de nordamerikanske stater til hjælp; han forsøgte sig også som forlægger og udgav i Kehl en stor Voltaire-udgave, der imidlertid var forfejlet i sit anlæg, og som bragte ham store tab.

## Dramatisk forfatter
Imidlertid havde han atter prøvet lykken på scenen; februar 1775 blev hans komedie le Barbier de Séville opført på Theâtre français og gjorde betydelig lykke; stykkets intrige er gammelkendt i den dramatiske litteratur: En ung mand (grev Almaviva) forelsker sig i en ung pige (Rosine), der bevogtes strengt af sin formynder (don Bartholo); ved hjælp af sin tjener (Figaro) lykkes det greven under forskellige forklædninger at trænge ind i den unge piges hus og ægte hende. Hvad der giver stykket dets blivende værdi er den dramatiske behændighed, hvormed de forskellige scener er lagt til rette, den vittige og åndrige dialog og frem for alt den ny tjenertype, Figaro, der ræsonnerer over samfundet.
Beaumarchais' største dramatiske triumf er dog le Mariage de Figaro, som han fuldførte 1778, men som først nåede opførelse efter mange kampe og intriger 27. april 1784. Personerne er her omtrent de samme som i Barberen, men rollerne er til dels ombyttet; grev Almaviva er blevet ked af Rosine og efterstræber hendes kammerpige Suzanne, der skal giftes med Figaro. Denne er ikke længere sin herres hjælper, men hans rival og må opbyde al sin opfindsomhed for at værne sin brud og sine rettigheder. Enkelte nye personer er kommet til som dommer don Gusman Brid'oison (en satire over hans modstander Goëzman), og i en række yderst livlige scener har Beaumarchais givet et kosteligt billede af forskellige sider af l'ancien regime; han viser os adelens fordærvelse, dommerstandens uvidenhed og tredje stands retsløshed.
Plebejeren Figaro leder hele intrigen og står til sidst som den sejrende over for adelsmanden Almaviva. Satiren kulminerer i Figaros lange monolog (akt V, 3): "Hvad har en adelsmand gjort for at indtage sin exceptionelle stilling – Vous vous êtes donné la peine de naître et rien de plus, du reste homme assez ordinaire" ("De har gjort Dem den ulejlighed at lade Dem føde ellers intet, i øvrigt et ganske almindeligt menneske"), stykket er i det litterære forspil til Den Franske Revolution. Det er sagt om det, at det var "la revolution en action". Det gjorde umådelig lykke og blev opført 68 gange i træk.
Med dette stykke nåede Beaumarchais højdepunktet i sin dramatiske virksomhed; fortsættelsen la Mère coupable (1792) er et svagt og betydningsløst arbejde.

## Sidste år
Under revolutionen svævede Beaumarchais flere gange i stor fare og blev endogså nødt til at flygte fra Paris. Endnu i sine sidste leveår indlod han sig på eventyrlige spekulationer; han anklagedes, og han flygtede til Altona i Danmark, hvor han levede i stor fattigdom; 1796 fik han lov til at vende tilbage og døde et par år efter. Som forretningsmand og agent var Beaumarchais en eventyrer og fantast; som dramatisk forfatter var han den i den franske litteratur, der kom Molière nærmest.